# Castillo de Belmonte
El castillo de Belmonte es una fortaleza que se eleva en el cerro de San Cristóbal, a las afueras de la villa de Belmonte, al suroeste de la provincia de Cuenca (España). Fue declarado Monumento histórico-artístico perteneciente al Tesoro Artístico Nacional mediante decreto de 3 de junio de 1931. Actualmente, está considerado como Bien de Interés Cultural (BIC).

## Historia

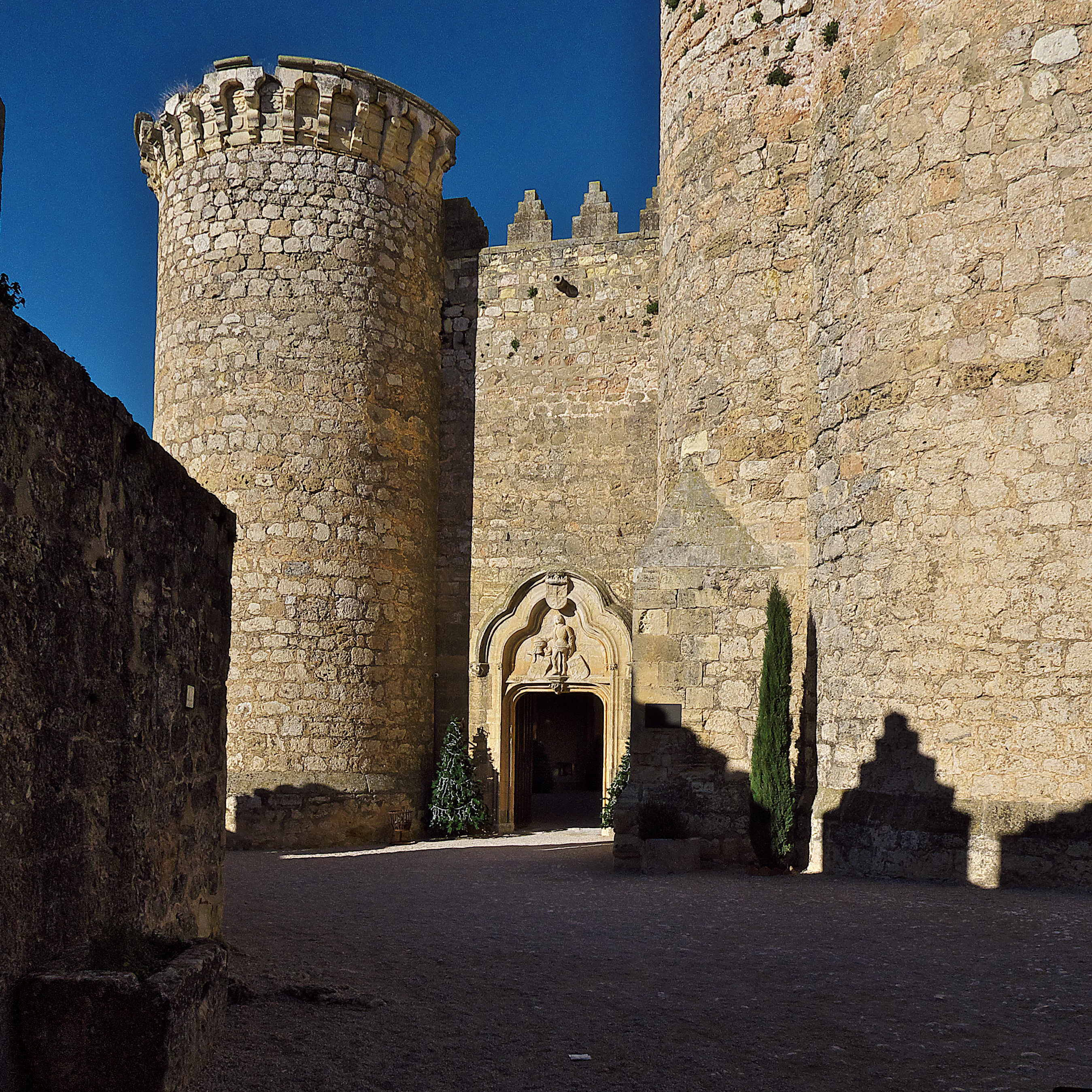
Entrada al castillo.

El castillo de Belmonte es un singular edificio tanto  por su estado de conservación, como por su especial estructura, y por su aspecto exterior, prácticamente el mismo que tuvo en el momento de su construcción. Constituye un valioso tesoro patrimonial situado en la provincia de Cuenca, a tan solo 155 kilómetros de Madrid. Fue construido en la segunda mitad del siglo XV, por orden de don Juan Pacheco, primer marqués de Villena. Era un momento de convulsiones y luchas internas en la Corona de Castilla. El marqués se proponía acumular territorios y construir fortalezas para hacerse fuerte ante los problemas sucesorios que se avecinaban. En 1455, en el cerro de San Cristóbal, se inician las obras de construcción del castillo que duraron aproximadamente hasta 1468, pues en 1472 don Juan Pacheco contrae terceras nupcias con doña María Velasco de la cual no hay ni un solo escudo en el castillo.
Su arquitecto fue Hanequín de Bruselas quien también trabajó para Juan Pacheco en la Colegiata de Belmonte, pero es probable que en la finalización de las obras intervenga Juan Guas quien, como está documentado, trabajó para el marqués  en otras obras como el monasterio del Parral, en Segovia y en la colegiata de Belmonte.

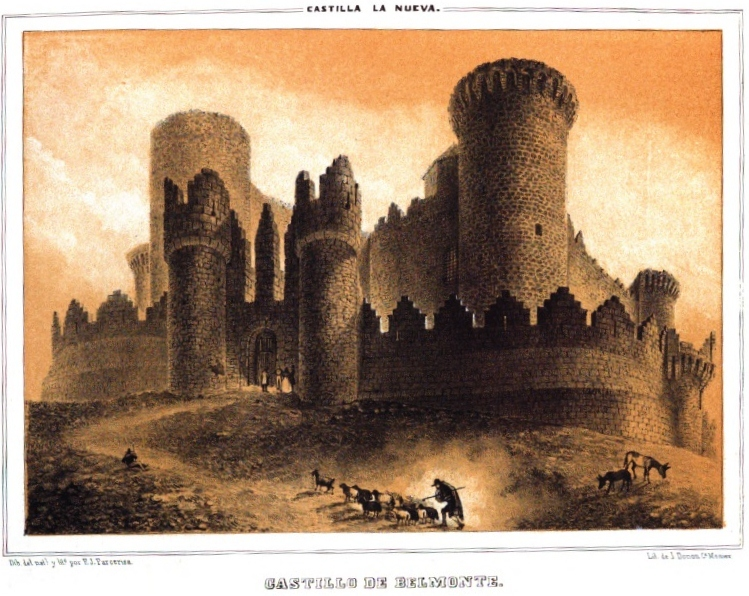
Litografía del castillo de Francisco Javier Parcerisa, que se incluyó en el tomo 2 de Recuerdos y bellezas de España: Castilla La Nueva en 1853.

El 13 de noviembre de 1811 los franceses fusilan en sus murallas al tío Camuñas y a ellos se atribuye el deterioro de sus pórticos que es descrito primero por José María Quadrado en 1853 y posteriormente por Carvajal y Rueda en 1857.
Fue la heredera de la casa de Villena, Eugenia de Guzmán, más conocida como la emperatriz Eugenia de Montijo, la que se encarga de restituir al castillo su esplendor original. Hacia 1857 comienza las obras de restauración. Restaura las defensas de acuerdo al proyecto inicial, pero en el interior se impone el gusto de la época. Así, el arquitecto Alejandro Sureda realiza los cierres de las galerías que dan al patio, utilizando el ladrillo como material constructivo, el estilo utilizado es el neogótico. Con la caída del imperio francés, en 1870, cesa la restauración. La emperatriz se había gastado más de millón y medio de reales en la restauración del castillo según dice Torres Mena en Noticias conquenses.
El edificio es ocupado durante unos años por los dominicos franceses  (1881-1885) que lo adecúan como monasterio. Tras la marcha de los dominicos, el sobrino-nieto de la emperatriz, el Duque de Peñaranda, Hernando Fitz-James Stuart y Falcó, continúa con las restauraciones e incluso lo llegó a habitar.
Por decreto del 3 de junio de 1931 el castillo fue incluido en el Tesoro Artístico Nacional (equivalente hoy en día a Bien de Interés Cultural).
Posteriormente, sirvió también como cárcel del Partido Judicial de Belmonte, y como academia de rurales Onésimo Redondo para mandos del Frente de Juventudes. Después quedó semiabandonado, sufriendo un progresivo deterioro.
Durante los siglos XX y XXI, el castillo va sufriendo diversos estragos, que lo llevan a un estado de deterioro progresivo.
Actualmente es propiedad de la casa ducal de Peñaranda descendientes de la duquesa de Alba, María Francisca de Sales Portocarrero, hermana de Eugenia de Guzmán, más conocida como Eugenia de Montijo, que fue emperatriz de los franceses por su matrimonio con Napoleón III.
Gracias a la colaboración entre los propietarios, la administración local y el Ministerio de Fomento, el castillo ha sido rehabilitado y en verano de 2010 se abrió al público. La segunda fase de la rehabilitación concluyó en 2017.

## Arquitectura

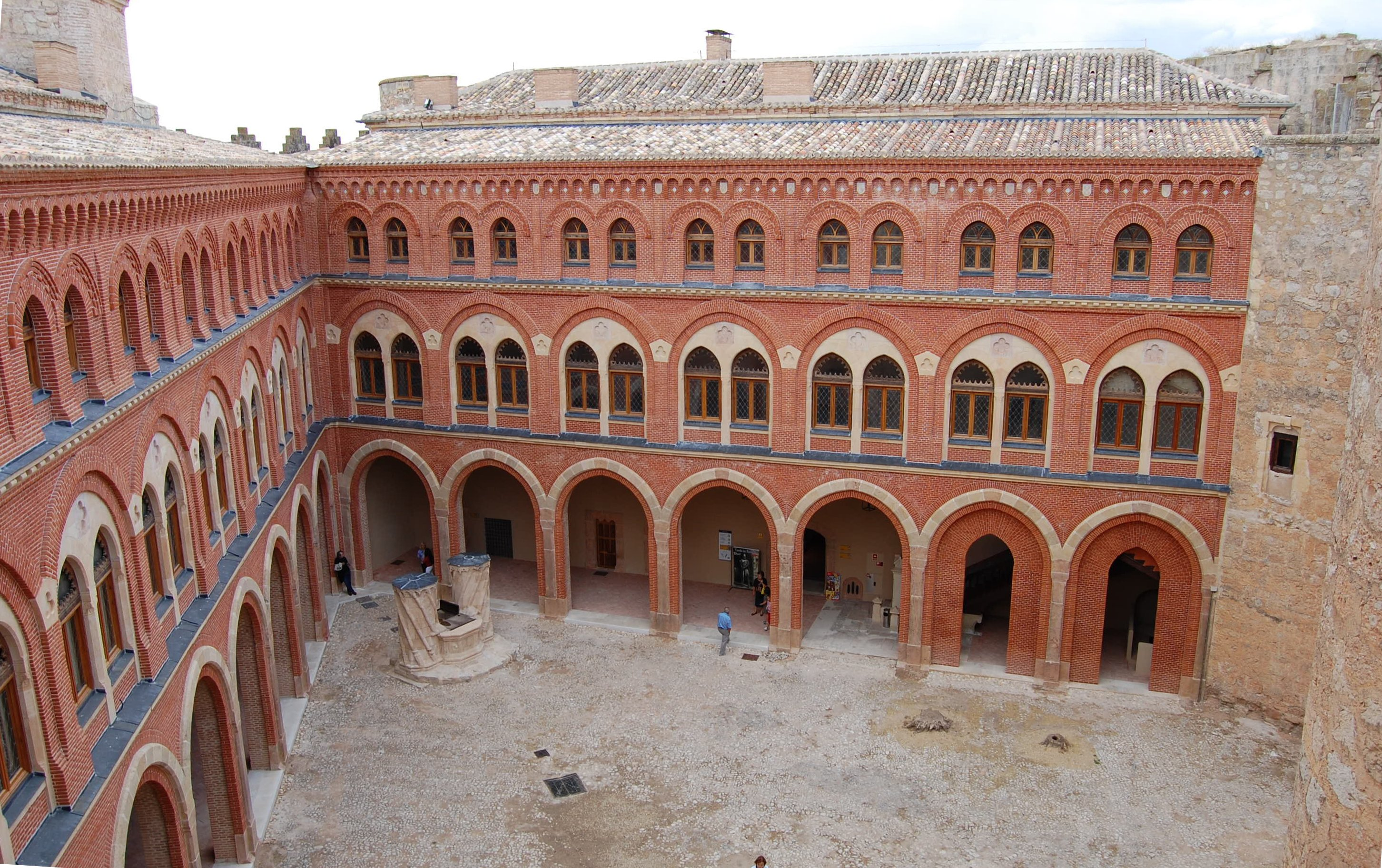
Vista del Castillo de Belmonte

El castillo fue concebido como fortaleza-palacio, para satisfacer por una parte las necesidades defensivas del marqués de Villena, que quiso prepararlo para adaptarlo al avance de la artillería.
Por otra parte, tuvo la función de una residencia lujosa, acorde con sus ansias de poder y la influencia de don Juan Pacheco. Sus techumbres gótico-mudéjares y su bestiario gótico compiten con el castillo de la realeza de Segovia.
La planta del castillo es muy peculiar, denominada de "estructura atenazada". Está construida sobre un triángulo equilátero con dos cuerpos en dos de sus lados, y en el otro, la torre del homenaje, triángulo que se convierte en polígono de nueve lados con seis torres en los vértices que forman una estrella de seis puntas. Las torres tienen unos 22 metros de altura. La planta de este castillo en forma de estrella de seis puntas es única en España y en Europa.
El recinto principal se rodea de una barrera artillera de exquisita construcción con cien puntos de disparo, entre troneras y aspilleras, sumando los de su parte baja y alta. Esta barrera tiene tres puertas, denominadas: Puerta del Campo, Puerta de la Villa y Puerta de los Peregrinos. Además consta de tres baluartes. Sus troneras a ras de liza son de cruz y orbe, las de la parte superior son de cruz y palo.
En el interior han de reseñarse las techumbres mudéjares de sus salones y galerías. Sus techumbres y su estructura hacen de este castillo uno de los más emblemáticos de España. Su habitación más importante es la conocida como capilla o sala de embajadores. En ella hay un artesonado mudéjar con mocárabes comparables a los de la Alhambra de Granada o el palacio de la Aljafería de Zaragoza. En la misma sala hay un “bestiario medieval” esculpido en piedra, que no tiene parangón en España, pues no se trata de un bestiario disperso en los capiteles de un claustro sino concentrado en tan solo dos ventanas, se atribuye a Juan Guas. Este bestiario tiene 59 figuras, 20 en su ventana norte y 29 en la ventana orientada al poniente.

## Musealización

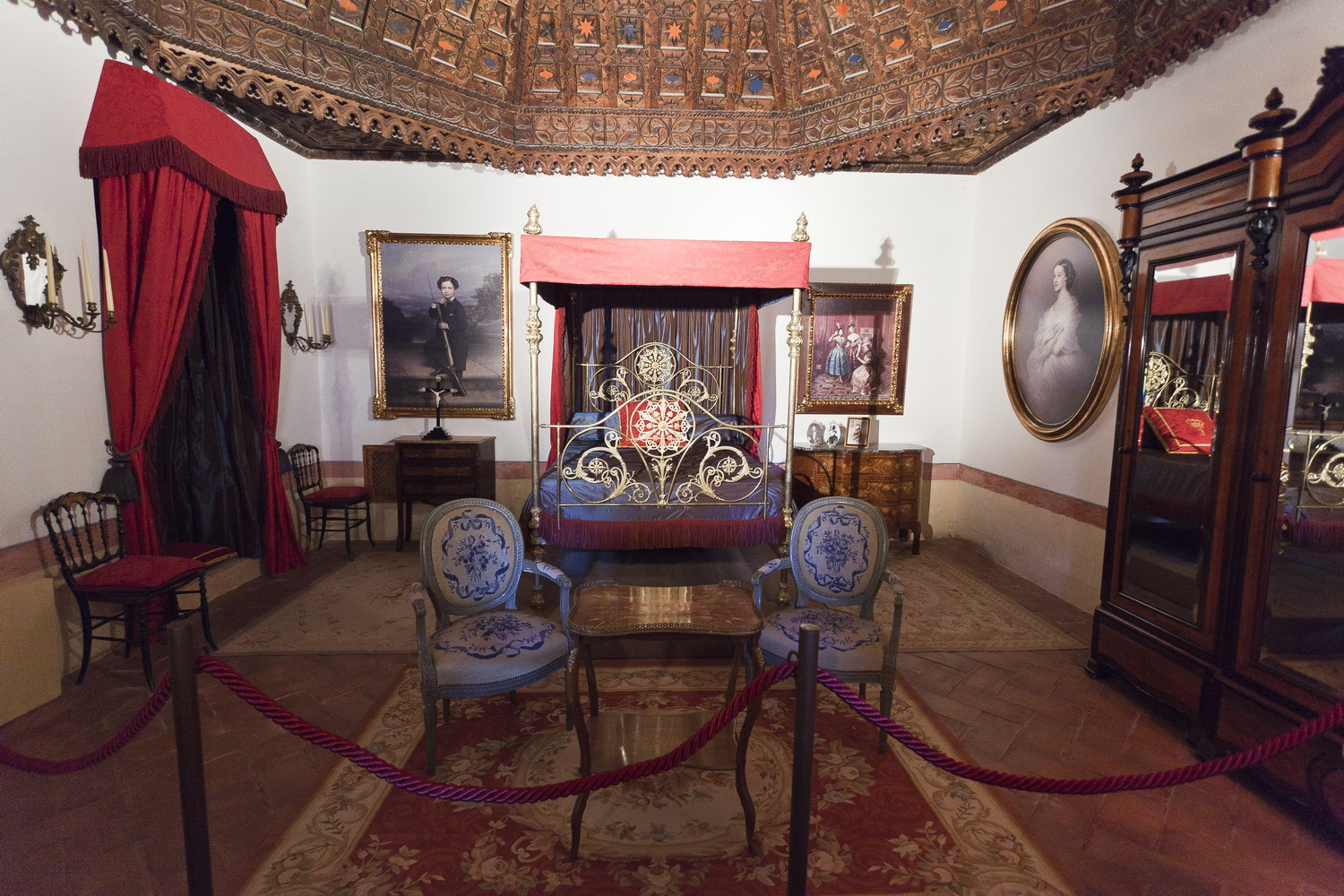
Dormitorio Emperatriz en el Castillo de Belmonte

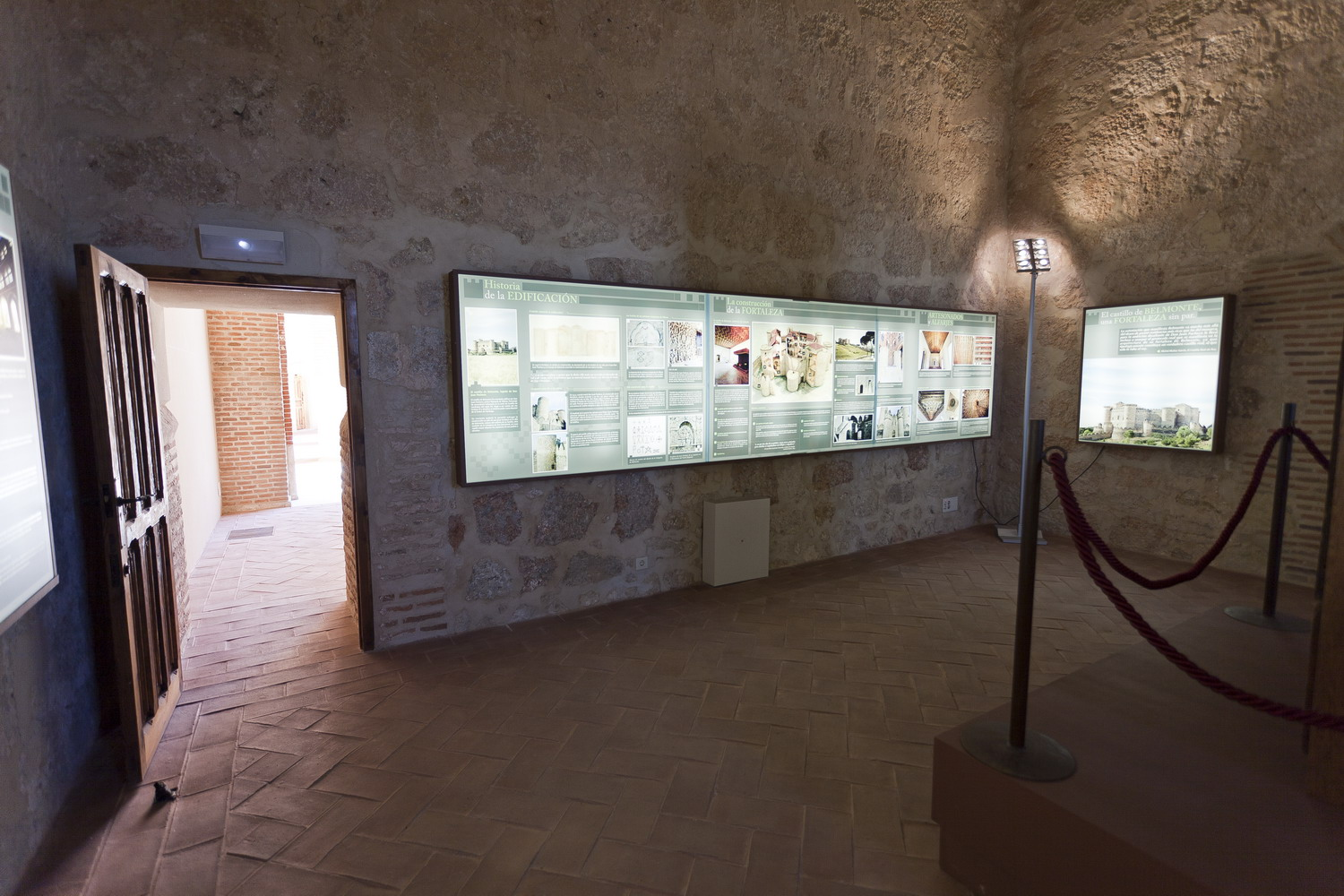
Exposición sobre las distintas restauraciones en el Castillo de Belmonte

Desde los primeros años del siglo XXI se ha ido dotando al castillo con diversos contenidos culturales y didácticos que recrean la historia del castillo y de sus moradores. 
Las salas visitables del museo fueron resultado de las restauraciones llevadas a cabo en la segunda mitad del siglo XIX por la propietaria del castillo en esa época, Eugenia de Montijo, emperatriz de Francia por su matrimonio con Napoleón III y descendiente del marqués de Villena. Durante el recorrido de esas salas se explica la vida de esta noble española que llegó a ser regente del imperio francés en tres ocasiones y que ordenó la restauración del castillo de Belmonte a mediados del siglo XIX.

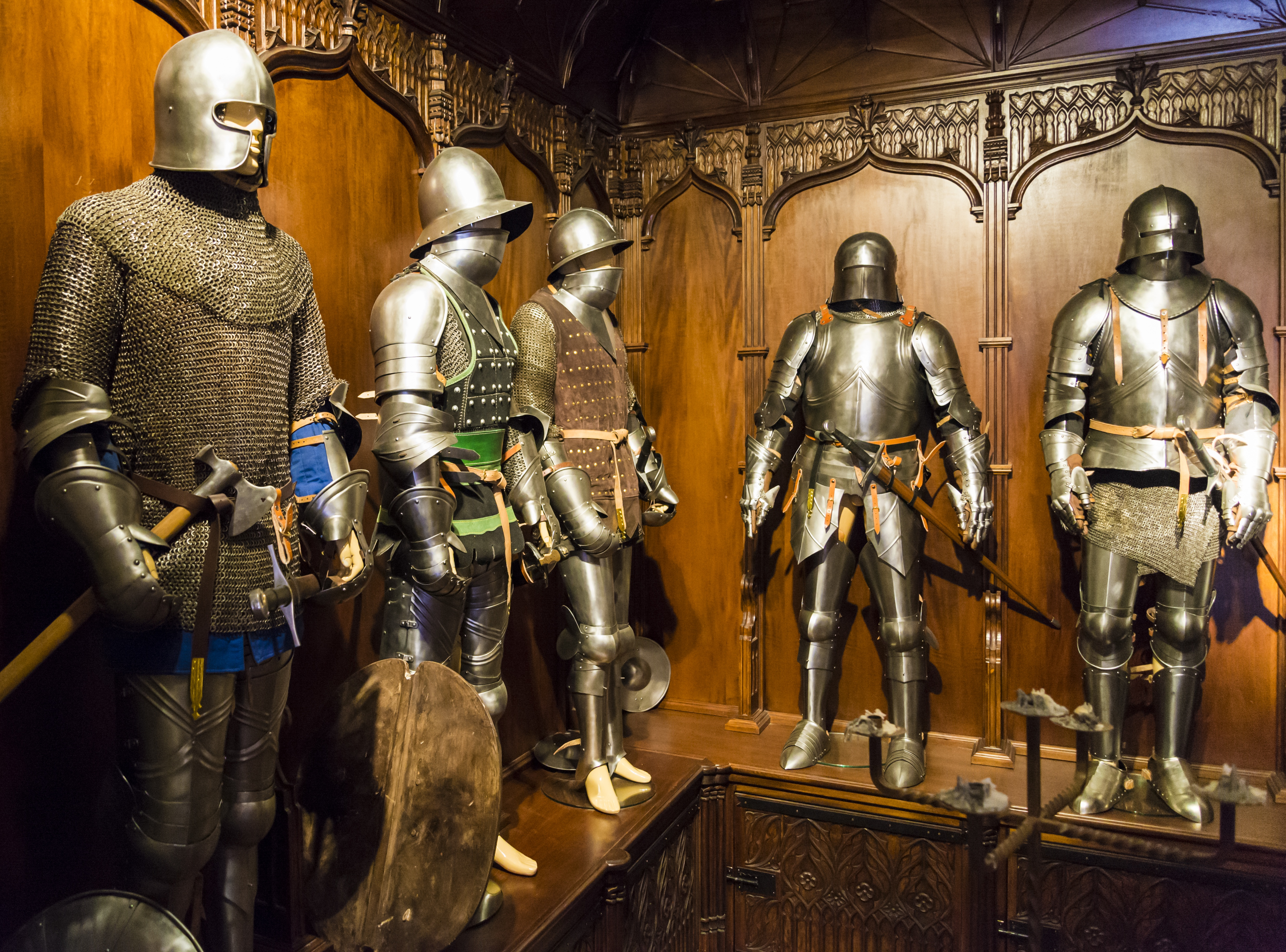
Sala de armaduras.

El museo permite la visita al camino de ronda, entre almenas y torreones. Desde el torreón norte se puede disfrutar de la vista del pueblo de Belmonte, desde donde se especifica en un panel los principales monumentos que se vislumbran desde la altura del castillo: la Colegiata de San Bartolomé que ordenara construir el marqués de Villena, el antiguo alcázar del Infante Don Juan Manuel actualmente reconstruido como la primera venta de Don Quijote en La Mancha, el hospital de San Andrés, el convento de las madres Concepcionistas, la Plaza del Pilar, el convento de los Trinitarios y la muralla que desde el castillo protector abraza el casco antiguo de Belmonte.
Es visitable igualmente la torre del homenaje, así como el patio de armas y el calabozo.

## Películas

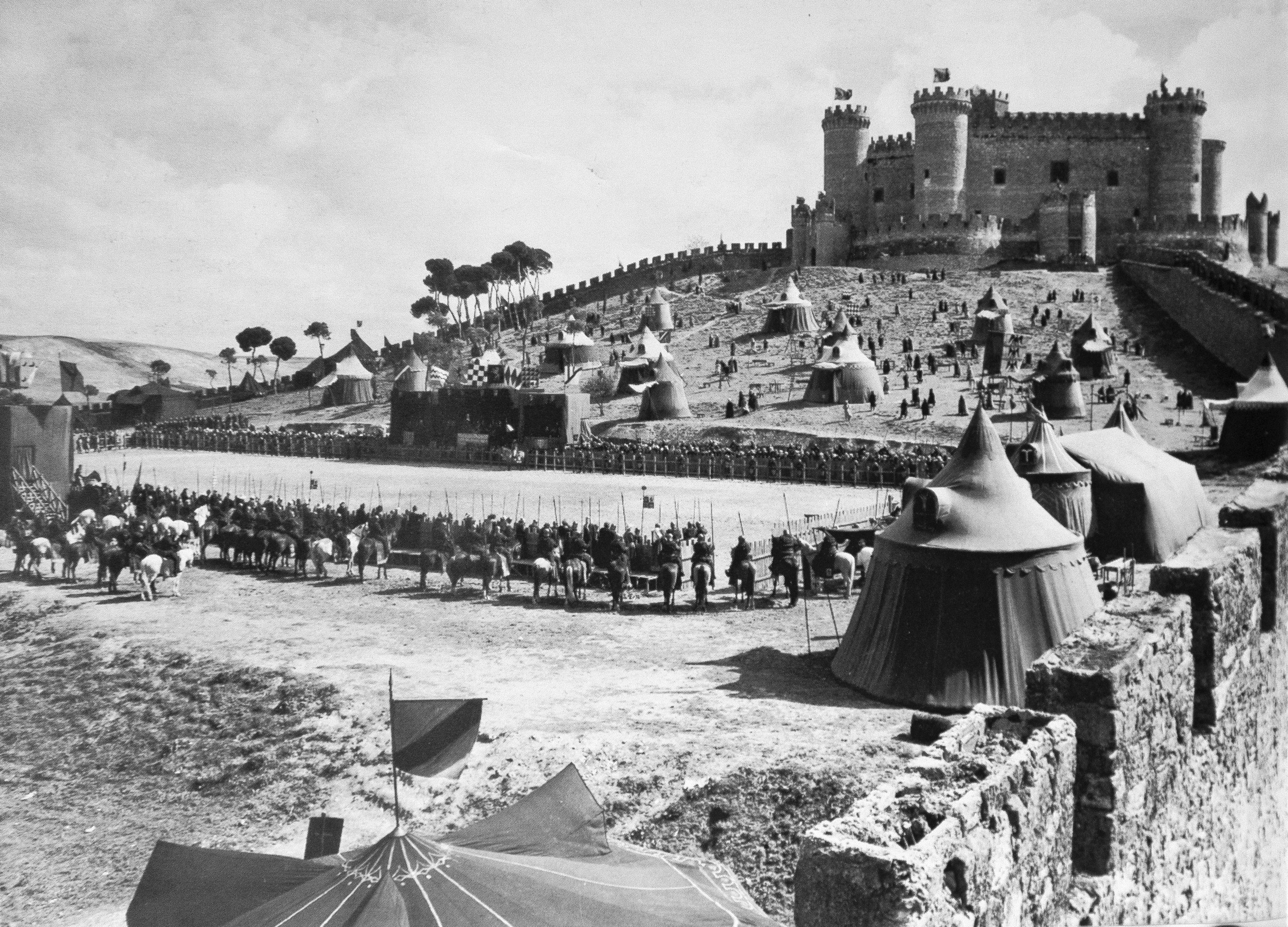
Rodaje del torneo medieval de El Cid con el Castillo al fondo.

Sin duda alguna, el castillo de Belmonte se ha hecho un pequeño hueco en la historia del celuloide. Desde que Charlton Heston y Sofía Loren protagonizaran la película El Cid (1961), el castillo ha sido un marco incomparable para otras producciones:
- El Cid (Anthony Mann, 1961). El castillo aparece de fondo durante el torneo.
- Los señores del acero (Paul Verhoeven, 1985). Se rodó casi íntegramente en Belmonte. Durante su rodaje se quemó parte de la torre del homenaje.
- Juana la Loca (Vicente Aranda, 2001). Es el primer fotograma de la película. Sin embargo, el subtítulo indica que es el de Tordesillas.
- El caballero Don Quijote (Manuel Gutiérrez Aragón, 2002). Para el rodaje de esta película se pintaron de granate muchas de las paredes interiores.
- El Señor de los Anillos (Ralph Bakshi, 1978). El castillo es la fortaleza de Helm, atacada por los orcos de Isengard sobre el final.